# ドS刑事 三つ子の魂百まで殺人事件
『ドS刑事 三つ子の魂百まで殺人事件』（ドエスでか みつごのたましいひゃくまでさつじんじけん）は、七尾与史による日本の推理小説。ドS刑事シリーズの第3弾。

## 作品内容
警視庁捜査一課3係所属の高慢ちきで、殺人現場で「死体に萌える」ばかりのやる気ゼロな美人刑事・黒井マヤが奔走するミステリー。今作ではマヤが「ドS」になったルーツが明かされている。
著者自身は「まだまだ無垢だった中学生の黒井マヤさんが命がけの脱出劇をくり広げます。やがてそれは現代の「食べ過ぎ殺人事件」につながっていきますが」と紹介している。
文庫版のあとがきは著者と同じ『このミステリーがすごい!』大賞出身作家の岡崎琢磨が手がけている。

## 作品あらすじ
2001年、黒井マヤの同級生で女優志望の神童キリコは、土蔵と名乗る芸能プロダクション関係者に声をかけられる。映画撮影中に失踪した、キリコそっくりの女優の替え玉を演じるというもので、キリコはマヤを連れて、人里はなれた雪山の洋館で撮影に臨む。しかし、撮影本番前に、キリコは屋根裏部屋で見てはいけないものを見てしまう。それがマヤとキリコに迫る惨劇の始まりだった。
時代は現代に戻って、東京・立川で無数のスイーツに囲まれた死体が見つかった。半田ごてを押し当てられたような火傷のあとがあり、犯人は半田ごてを使いながら被害者を脅し、スイーツを無理やり食べさせて胃袋を破裂させ殺害したようだ。そして、被害者に陥れられて虐めに遭い、過食症から自殺したクラスメートがいた。
今回の死体に高得点をつけたマヤは思うところがあり、5年前に浜松で起こった電気椅子殺人と、3年前に浦和で発生したまぶた切除殺人を独自に調べていた。するといずれも被害者が原因で自殺した人間がでており、自殺の原因となった手口によって殺害されていたことが判明する。
そしてこの事件の捜査の中で、マヤの心の奥底に眠っていた中学時代の「ある記憶」が少しずつ呼び起こされていき、命の危険が迫ろうとしていた。はたして代官山はマヤを救うことが出来るのか。

## 登場人物

### 警察関係者
代官山脩介
警視庁捜査一課殺人犯捜査第三係に引き続いて出向中。階級は巡査。33歳。
黒井マヤ
警視庁捜査一課所属。階級は巡査部長。25歳。中学は名門・黒百合女子学園中等部の出身。純粋培養で育ったお嬢様ながらこの時からすでにサディスティックな性格を持っていた。
浜田学
警視庁捜査一課殺人犯捜査第三係。階級は警部補。前作での大怪我から現場復帰している。23歳。
渋谷浩介
警視庁捜査一課殺人犯捜査第三係係長。階級は警部。
飯島昭利
浜松中部警察署強行犯係。階級は警部補。57歳。
神田輝明
静岡県警捜査一課所属。階級は警部。
黒井篤郎
警察庁次長にして、黒井マヤの父親。今作品で初登場。

### その他登場人物

#### マヤ中学生時代
神童キリコ
黒百合女子学園中等部時代のマヤの同級生にして親友。父親が整形外科医で医療法人の理事長。サディスティックな性格のマヤを気に入り、ダリオ・アルジェント監督作品を教える。女優･作家志望で演劇部に所属していた。
土蔵英二
キリコの演劇を見て、スカウトした芸能プロダクション関係者。
影山欣二
映画監督。
牧村美咲
今回の映画で「失踪」したキリコに瓜二つの主演女優。
岡松雄三
キリコとマヤの担任。テニス部コーチ兼顧問。季節問わず半袖短パンの熱血教師。

#### 現在・被害者及び周辺人物
白井麻弥
「スイーツ食べすぎ殺人事件」の被害者。
水島理恵子
白井の本性を知るクラスメート。
和泉美砂
白井の策略により虐めに遭い、過食症ののち自殺したクラスメート。
佐津川和成
「電気椅子殺人事件」の被害者。
大谷孝明
証券会社勤務。佐津川のパワハラによって自殺してしまう。
秋元志乃夫
ロックミュージシャン。「まぶた切除殺人事件」の被害者。
柴田義則
秋元の騒音によって不眠症に陥り自殺した青年。
桜坂浩市
ドクター。
此の糸真紀美
ホラー映画「東京人肉饅頭」に原案・脚本・主演している新進気鋭の若手女優。愛称は「パープル」。